# Список керівників держав 1584 року
Список керівників держав 1584 року — це перелік правителів країн світу 1584 року.
Список керівників держав 1583 року — 1584 рік — Список керівників держав 1585 року — Список керівників держав за роками

## Європа
- Англія
  - Король Англії — Єлизавета I (1558—1603)
- Балканський півострів
  - Князь-єпископство Чорногорія — Веніамін (1582—1591)
- Балтія
  - Герцогство Курляндії і Семигалії — Готтгард фон Кеттлер (1561—1587)
  - Шведська Естляндія — Понтус Делагарді (1583—1585)
- Ірландія
  - Айргіалла — Сір Росса Буйде мак Айрт (1579—1589)
  - Десмонд — Домналл Мак Карті (1558—1596)
  - Тір Еогайн — Тойрделбах Луйнех мак Нейлл Хонналайг майк Айрт Ойг О'Нейлл (1567—1593)
- Італія
  - Венеційська республіка — дож Ніколо да Понте (1578—1585)
  - Гуастальське графство — Ферранте II Гонзага (1575—1630)
  - Мантуанське герцогство — герцог Гульєльмо Ґонзаґа (1550—1587)
  - Мірандола (герцогство) (Ducato della Mirandola) — Галеотто III Піко делла Мірандола (1568—1597; з братом)
  - Герцогство Масси і Каррари — Альберіко I Чібо-Маласпіна (1553—1623)
  - Герцогство Модени і Реджо — Альфонсо II д'Есте (1559—1597)
  - Монферратське герцогство — Гульєльмо Ґонзаґа (1574—1587)
  - Герцогство Парми та П'яченци — Оттавіо Фарнезе (1547—1583/1586)
  - Неаполітанське королівство — Філіп I (1558—1598)
  - Сардинське королівство — Філіп II (1556—1598)
  - Сицилійське королівство] — Філіп II (1556—1598)
  - Сорське герцогство — Джакомо Бонкомпаньї (1579—1612)
  - Велике герцогство Тосканське — Франческо I Медічі (1574—1589)
  - Принц-єпископство Тренто — Людовіко Мадруццо (1567—1600)
  - Урбіно (герцогство) — Франческо Марія II делла Ровере (1574—1625)
  - Феррарська сеньйорія — Альфонсо II д'Есте (1559—1597)
  - Маркграфство Фінале — Алессандро дель Карретто (1583—1592)
- Кавказ
  - Абхазьке князівство — Путу Шарвашидзе (1580—1620)
  - Арагві (еріставство) (არაგვის საერისთავო) — Автанділ I (1580—1600)
  - Кабарда — Камбулат Ідарович (1578—1589)
  - Картлі — Симон I (1578—1600)
  - Гурійське князівство — Вахтанг I Гурієлі (1583—1587)
  - Самцхе-Саатабаго — Манучар II Джакелі (1581—1587)
  - Кахетинське царство — Олександр II (1574—1603)
  - Мегрельське князівство — Мамія IV Дадіані (1582—1590)
  - Тюменське ханство (Кавказ) — Султанай (1581—1594)
- Німеччина
  - Герцогство Австрія — Рудольф II (1576—1608)
  - Князівство Ангальт — Ангальт-Цербст (князівство) — Йоахім Ернст (1570—1586); Ангальт-Дессау — Йоахім Ернст (1561—1586); Ангальт-Кетен — до 1603 — приєднано до Ангальт-Цербст
  - Ансбах (князівство) — Георг Фрідріх (1543—1603)
  - Баварія (герцогство) — Вільгельм V (1579—1597)
  - Баден-Баден (маркграфство) — Філіп II (1569—1588)
  - Байройт (князівство) — Георг Фрідріх (1553—1603)
  - Берг (герцогство) — Вільгельм (1539—1592)
  - Берхтесгаден (пробство) — Якоб ІІ Путріх (1567—1594)
  - Маркграфство Бранденбург — курфюрст Йоган II Георг (1571—1598)
  - Герцогство Брауншвейг-Люнебург — Вільгельм ІІ Молодий (1559—1592)
  - Принц-єпископство Бріксен — Йоганн Томас фон Спаур (1578—1591)
  - Вадуц (графство) — Рудольф VII (1572—1611)
  - Вюртемберг (герцогство) — Людвіг (1568—1593)
  - Вюрцбург (принц-єпископство) — Юліус Ехтер фон Меспельбрунн (1573—1617)
  - Гессен-Дармштадт — Георг I (1567—1596)
  - Гессен-Кассель — Вільгельм IV (1567—1592)
  - Гессен-Марбург — Людвіг IV (1567—1604)
  - Принц-єпископство Гільдесгайм — Ернст (1573—1612)
  - Гогенцоллерн-Гехінген — Ейтель Фрідріх IV Гогенцоллерн-Гехінген (1576—1605)
  - Гогенцоллерн-Зігмарінгенське князівство — Карл II Гогенцоллерн-Зігмарінген (1576—1606)
  - Гогенцоллерн-Хайгерлох — Крістоф Гогенцоллерн-Хайгерлох (1576—1592)
  - Гольштейн-Піннеберг — Адольф XI з братом (1560—1601)
  - Архієпископ Зальцбургу — Йоганн Якоб фон Кен-Беласі (1560—1586)
  - Пфальц-Цвайбрюккен — Йоганн I (1569—1604)
  - Каммін (єпископство) — Казимир VII (1574—1602)
  - Герцогство Каринтія — Карл II (1564—1590)
  - Кельнське курфюрство — Ернст (1583—1612)
  - Кенігсегг (Königsegg) — барон Марквард IV і Георг II (1567—1622)
  - Клеве (герцогство) — Вільгельм (1539—1592)
  - Констанц (князівство-єпископство) — Марк Сіттіх фон Гогенемс Альтемпс (1561—1589)
  - Курпфальц — Фрідріх IV (1583—1610)
  - Ліппе-Детмольд — Симон VI (1563—1613)
  - Любекське князівство-єпископство — Еберхард II фон Холле (1561—1589)
  - Архієпископ Майнца Вольфганаг фон Дальберг (1582—1601)
  - Марк (графство) — Вільгельм (1539—1592)
  - Мекленбург-Гюстров — Ульріх Мекленбурзький (1555—1603)
  - Мекленбург-Шверін — Йоганн VII Мекленбурзький (1576—1592)
  - Нассау-Саарбрюккен — граф Філіп IV (1574—1602)
  - Графство Ольденбург — Йоганн VII (1573—1603)
  - Пруссія (герцогство) — Альбрехт-Фрідріх (1568—1618)
  - Пфальц-Зульцбах — Отто Генріх (1569—1604)
  - графство Рітберг — Армгард (1565—1584); Вальбурга Рітберзька (1584—1586)
  - Саксен-Веймар — Фрідріх Вільгельм I (1573—1602)
  - Саксен-Лауенбург — Магнус II (1581—1588)
  - граф Тиролю — Фердинанд II (1564—1595)
  - Фельденц (графство) — Георг Йоганн I фон Пфальц-Фельденц (1569—1592)
  - Герцогство Штирія — Карл II (1564—1590)
  - Юліх-Клеве-Берг — герцог Вільгельм (1539—1592)
- Піренейський півострів
  - Португальське королівство — король Філіп II (1581—1598)
  - Наваррське королівство — Генріх III (1572—1610)
- Польща — Стефан Баторій (1576—1586)
  - Берутувське князівство — до 1604 у володінні родини фон Шиндель
  - Бжезьке князівство — Георг II Бжезький (1547—1586)
  - Олесницьке князівство — Карл II Мюнстерберзький (1565—1617)
  - Легницьке князівство — Фрідріх IV Легницький (1576—1596)
  - Тешинське герцогство — Адам-Вацлав Цешинський (1579—1617)
- Московське царство — Іван Грозний (1547—1584)
- Румунія; Молдова
  - Волощина — господар Петру III Церцел (1583—1585)
  - Молдавське князівство — Петро VI Кульгавий (1582—1591)
  - Трансильванське князівство — Стефан Баторій (1571—1586)
- Скандинавія
  - король Данії — Фредерік II (1559—1588)
  - Король Норвегії — Фредерік II (1559—1588)
  - Швеція — Юган III (1569—1592)
- Угорське князівство — король Рудольф II (1576—1608)
- Україна —
  - Кримське ханство — Мехмед II Ґерай (1577—1584); Іслям II Ґерай (1584); Саадет II Ґерай (1584); Іслям II Ґерай (1584—1588)
- Французьке королівство — Генріх III (1574—1589)
  - Барське герцогство — Карл III (1545—1608)
  - Голландія — Філіп II (1581—1598)
  - Люксембург (герцогство) — Філіп II (1556—1598)
  - Льєзьке єпископство — Ернст (1581—1612)
  - Монбельярське графство — Фрідріх I (1558—1608)
  - Монако — Карл II (1581—1589)
  - Оранське князівство — Вільгельм I Оранський (1544—1584); Моріц Оранський (1584—1625)
  - Савойське герцогство — Карл Еммануїл I (1580—1630)
  - Фуаське графство — Генріх IV (1562—1610)
- Король Богемії (Чехія) — Рудольф II (1576—1608)
- Шотландія
  - Король Шотландії — Яків I (1567—1625)
- Святий Престол; Папська держава — папа римський — Григорій XIII (1572—1585)
- Вселенський патріарх — Єремія II Транос (1580—1584); Пахомій II Константинопольський (1584—1625)

## Азія
- Близький Схід
  - Рамазаногуллари — Ібрагім Пірі Мехмед (1569—1586)
  - Османська імперія — Мурад III (1574—1595)
  - Шаріфат Мекки — Аль-Хасан III (1566—1583; 1583—1601)
    - Ємен (еялет) — Гасан Паша (1580—1604)
    - Лахса (еялет) — Мехмед Паша (1582—1584); Ахмед Паша (1584—1589)
- Персія; Середня Азія
  - Сефевідський Іран — Мухаммад Худабенде (1577—1587)
    - Карабаське беклярбекство — Імамкулі-хан (1577—1587)
- Індія і Шрі-Ланка
  - Аділ-шахи — Ібрагім Аділ-шах II (1580—1627)
  - Ахмеднагарський султанат — Муртаза Нізам-шах I (1565—1588)
  - Ахом — Сукхаамфа (1552—1603)
  - Бідарський султанат — Ібрагім Барід-шах (1580—1587)
  - Віджаянагарська імперія — Шрі Ранга I Аравіду (1572—1586)
  - Гархвал (держава) — Прітві Шах (1552—1614)
  - Горкха (королівство) — Пурна-шах (1570—1605)
  - Султанат Голконда — Мухаммад Кулі Кутб-шах (1580—1612)
  - Джайпур (князівство) — Бгаґван Дас (1574—1589)
  - Джайсалмер (князівство) — Бхім Сінгх (1578—1624)
  - Джодхпур (князівство) — Удай Сінґх (1583—1595)
  - Імперія Великих Моголів — Акбар I Великий (1556—1605)
    - Бенгальська суба — Шахбаз-хан (1583—1585)

  - Канді (королівство) — Раджасінга (1583—1593)
  - Кашмірський султанат — Юсуф-шах (1580—1586)
  - Майсур (князівство) — Раджа Водеяр І (1578—1617)
  - Династія Малла — Сіва Сімха Малла (1578—1619)
  - Мевар (князівство) — Пратап Сінґх (1572—1586)
  - Мустанг (королівство) — Дондуб Дорджі (? — ?)
  - Нарвар — Аскаран (1548—1599)
  - Хандеський султанат — Міран Аділ-хан IV (1576—1597)
  - Джафна (держава) — Пувіраджа Пандарам (1582—1591)
  - Котте (королівство) — Дгармапала (1551—1597)
  - Сітавака — Раджасінга (1581—1593)
  - Губернатор Португальської Індії — Франциско де Маскареньяш (1581—1584); Дуарте де Менезес (1584—1588)
- Індонезія; Південно-Східна Азія
  - Султанат Ачех — Алауддін Мансур Сіах (1579—1585)
  - Аюттхая (королівство) — Маха Таммарача (1569—1590)
  - Банджармасін (султанат) — Хідаятуллах I (1570—1595)
  - Султанат Бантен — Маулана Мухаммад (1580? — 1596)
  - Брунейська імперія — Мухаммад Хассан (1582—1598)
  - Джамбі (султанат) — Панембахан Бахан Саво (1565—1590)
  - Султанат Джохор — Абдул Джаліл-шах II (1571—1597)
  - Династія Мак — Мак Мау Хоп (1561—1592)
  - Ланна (держава) — Норахта Мінсо (1578—1608)
  - Лансанг — Сен Сулінта (1571—1591)
  - Пагаруюнг — Султан Індонаро (1570—1580/1600)
  - Могн'їн (князівство) — Хсо Вей Хпа (1580—1586)
  - Магінданао (султанат) — Дімасангкай Адел (1578—1585)
  - М'яу-У — Палаун (1572—1593)
  - Кедах (султанат) — Музаффар-шах III (1547—1602)
  - Нгуєн (тюа) — Нгуєн Хоанг (1558—1613)
  - Пандуранга — По Клаонг Халау (1578—1603)
  - Султанат Сулу — Мухаммед уль-Халім (Пангіран Будіман) (1579—1585)
  - Таунгу — Нандабаїн (1581—1599)
  - Тернатський султанат — султан Саїд Баракат-шах (1583—1606)
  - Тідорський султанат — Гапі Багуна (1560—1599)
- Кхмерська імперія — Четта I (1576—1594)
- Накхонситхаммарат (держава) — до 1629 імена невідомі
- Китай; Монголія
  - Тибет — десі (регент-володар) — Нгаван Дракпа Г'ялцен (1576—1603/1604)
    - У-Цанг — Карма Цетен (1565—1599)

  - Династія Мін — Чжу Їцзюнь (1572—1620)
  - Династія Північна Юань — Тумен-Ясаґту-хан (1557—1592)
- Окінава; Королівство Рюкю — Сьо Еі (1572—1588)
- Корея
  - Чосон — Сонджо (1567—1608)
- Середня Азія і Сибір
  - Дербен-Ойрат — Субагатай (1577—1586)
  - Казахське ханство — Тауєкель-хан (1582—1598)
  - Марашіян — Султан-Мурад II (1580—1596)
  - Велика Ногайська Орда — Дінбай-мірза (1578—1584); Ураз Мухаммад-бій (1584—1590)
  - Сибірське ханство — Кучум (1563—1598)
  - Хівинське ханство — Хаджи Мухаммад-хан (1558—1593)
  - Держава Шейбанідів — Абдулла-хан II (1583—1598)
  - Яркендське ханство — Абд ал-Карім-хан (1559—1591)
- Японія — Імператор Оґіматі (1557—1586)

## Африка
- Алжирський еялет — Хасан Венеціано (1577—1586)
- Аллада (держава) — Кін-На (1580—1585)
- Ауса (імамат) — Мухамед Гаса II (1583—1589)
- Багірмі (королівство) — Абдалах (15608-1608)
- Бамум (держава) — мфон Нгоу ІІ (1568—1590)
- Баол (держава) — Амарі Нгоне I (1560—1593)
- Борну — Ідріс III (1570—1602)
- Буганда — Джемба (1564—1584); Сууна I (1584—1614)
- Ваало — Єрім Мбанік (1583—1592)
- Варсангалі (султанат) — гараад Мохамуд III (1555—1585)
- Ваттасиди — Ахмад аль-Мансур (1578—1603)
- Віда (держава) — Хахоло (1580—1620)
- Волоф (держава) — Лат-Самба (1566—1597)
- Імператор Ефіопії — Сарса Денгел (1563—1597)
- Єгипетський еялет — Дамат Ібрагім-паша (1583—1585)
- Королівство Імерина — Раламбу (1575—1612)
- Кайор — Амарі Нгоне I (1549—1593)
- Койя (королівство) — Фаіима III (1560—1605)
- Королівство Конго — Алвару I (1567—1587)
- Імперія Малі — внутрішня боротьба до 1590
- Мономотапа — мвене-мутапа Негомо Чирісамгуру (1560—1589)
- Ндонго — Нгола Кіломбо кіа Касенда (1575—1592)
- Нрі — Езе Нрі Агу (між 1582 і 1677)
- Салум — Салеотане Діуф (1567—1612)
- Сеннар (султанат) — Дакін (1568—1586)
- Імперія Сонгаї — Аскія Мохаммад III (1582—1586)
- Імперія Фута Торо — Єро Діам Колі (1580—1586)
- Португальська Західна Африка — Паулу Діаш де Новаіш (1575—1589)

## Південна Америка
- Віцекоролівство Перу — Крістобаль Рамірес де Картахена (1583—1585)
- Генерал-капітанство Чилі — Алонсо де Сотомайор і Вальмедіано (1583—1592)

## Північна Америка
- Іспанська Флорида — Педро Менендес Маркес (1577—1594)